# Herndon Stadium
Alonzo Herndon Stadium, nomeado por Alonzo Herndon, é um estádio de 15 011 lugares no campus da Morris Brown College, em Atlanta, Geórgia. É o único estádio de duas faces no Centro Universitário de Atlanta.
Durante as Olimpíadas de 1996, Herndon Stadium sediou partidas do hóquei em campo. Foi também utilizado como stand-in para o Fairfield, estádio demolido em Huntington, West Virginia, durante a filmagem do filme de 2006 We Are Marshall.